# Doamna Manet în seră
Doamna Manet în seră este o pictură în ulei pe pânză din 1881 realizată de pictorul francez Édouard Manet. Acum se află în Galeria Națională din Oslo, Norvegia.
Manet o prezintă pe soția sa într-o seră, unde venea adesea să-l ajute pe Manet să îl ajute la aranjarea pentru ședințele realizării picturii În seră. S-a despărțit cu reticență de munca sa în august 1895 din cauza unei nevoi urgente de bani. Pictura a fost cumpărată de la ea pentru 6.000 de franci de către Maurice Joyant, colecționar de artă și prieten din copilărie cu Toulouse-Lautrec. În iulie 1911, Joyant a vândut-o lui Georges Bernheim. Prietenii Galeriei Naționale din Oslo a achiziționat-o în 1918.
Manet a avut și o copie a acesteia, făcută de Jean-Georges Vibert pentru fiul nelegitim al lui Suzanne, Léon Leenhoff, al cărui tată a fost probabil chiar Manet. Aceasta a circulat în Germania pentru o perioadă îndelungată ca o lucrare originală Manet.